# Lac Bourgeois (réservoir Gouin)
Pour les articles homonymes, voir Bourgeois et Lac Bourgeois.
Le lac Bourgeois est un plan d'eau douce situé dans la partie centre Nord du réservoir Gouin, dans le territoire de la ville de La Tuque, dans la région administrative de la Mauricie, dans la province de Québec, au Canada.
Ce lac s’étend dans les cantons de Lemay (partie Sud) et de Toussaint (au Nord).
Les activités récréotouristiques constituent la principale activité économique du secteur. La foresterie arrive en second. La navigation de plaisance est particulièrement populaire sur ce plan d’eau, notamment pour la pêche sportive.
Le bassin versant du lac Bourgeois est desservi du côté Nord par des routes forestières secondaires reliées aux routes forestières R2046 et R1045 laquelle relie le village d’Obedjiwan.
La surface du lac Bourgeois est habituellement gelée de la mi-novembre à la fin avril, toutefois la circulation sécuritaire sur la glace se fait généralement du début décembre à la fin de mars. La gestion des eaux au barrage Gouin peut entrainer des variations significatives du niveau de l’eau particulièrement en fin de l’hiver où l’eau est abaissée.

## Géographie
Avant la fin de la construction du barrage La Loutre en 1916, créant ainsi le réservoir Gouin, le lac Bourgeois avait une dimension plus restreinte. Après le deuxième rehaussement des eaux en 1948 avec l’aménagement du barrage Gouin, le lac Bourgeois épousa sa forme actuelle.
Les principaux bassins versants voisins du lac Bourgeois sont :
- côté nord : ruisseau de la Rencontre, baie Aiapew, baie Tcikitinaw, rivière Toussaint ;
- côté est : baie Kanatakompeak, lac Kamitcikamak, lac Toussaint (réservoir Gouin), lac Marmette (réservoir Gouin), lac McSweeney, lac Magnan (réservoir Gouin) ;
- côté sud : baie Thibodeau, lac Bureau (baie du Nord), baie du Rocher-Matci ;
- côté ouest : baie Thibodeau, baie des Aigles, lac du Mâle, ruisseau Plamondon, rivière Berthelot (rivière Mégiscane), rivière Pascagama.

Le lac Bourgeois s’alimente par les eaux du lac du Mâle (située à l’Ouest), de la baie Thibodeau (située au Sud) et de la baie Aiapew (située au Nord). Le ruisseau de la Rencontre, venant du Nord, se déverse dans le lac du Mâle, presqu’à l’entrée Nord-Ouest du lac Bourgeois.
D’une longueur de 16,3 km (sens Nord-Sud), le lac Bourgeois s’étire jusqu’à la baie étroite située dans la partie Nord du lac (soit la baie Aiapew qui a une longueur de 3,2 km) et à l’opposé jusqu’au fond de la Baie Wacihiskacik (de forme étroite) située au Sud. Une presqu’île s’étirant vers le Nord sur 16,4 km démarque le côté Est de la baie Plamondon et du lac Bourgeois ; une autre presqu’île s’étirant vers le Sud sur 10,1 km démarque le côté Est du ruisseau de la Rencontre et de la baie Bourgeois. Ces deux presqu’îles se rejoignent presque, formant un étroit passage où passe toute l’eau de la partie Ouest du réservoir Gouin vers la baie Kanatakompeak (vers l’Est). Ainsi, cette passe est un incontournable pour naviguer de la partie Ouest vers la partie Centre-Nord du réservoir Gouin.
Du côté Ouest du lac, un archipel délimite le lac Bourgeois avec le lac du Mâle. La plus grande de ces îles comporte une longueur de 7,2 km et une largeur de 3,1 km ; elle chevauche les cantons de Toussaint et de Lemay. La baie Thibodeau est située du côté Sud de cette île. Cette dernière est située à 6,0 km à l’Ouest du centre du village de Obedjiwan.
L’embouchure du lac Bourgeois est localisée au Nord-Est du Lac, soit à :
- 17,0 km au Nord-Est de la Passe Kaopatinak laquelle sépare en deux le lac du Mâle ;
- 4,2 km à l’Ouest du centre du village de Obedjiwan lequel est situé sur une presqu’île de la rive Nord du réservoir Gouin ;
- 74,5 km au Nord-Ouest du barrage Gouin ;
- 124,5 km a Nord-Ouest du centre du village de Wemotaci (rive Nord de la rivière Saint-Maurice) ;
- 213 km au Nord-Ouest du centre-ville de La Tuque ;
- 317 km au Nord-Ouest de l’embouchure de la rivière Saint-Maurice (confluence avec le fleuve Saint-Laurent à Trois-Rivières)[1].

À partir de l’embouchure du lac Bourgeois, le courant coule sur 86,1 km jusqu’au barrage Gouin, selon les segments suivants :
- 4,2 km vers l’Est en traversant le lac Toussaint (réservoir Gouin) jusqu’au Sud du village d’Obedjiwan ;
- 81,9 km vers l’Est, en traversant notamment le lac Marmette (réservoir Gouin), puis vers le Sud-Est en traversant notamment le lac Brochu (réservoir Gouin), puis vers l’Est en traversant la baie Kikendatch, jusqu’au barrage Gouin.

À partir de ce barrage, le courant emprunte la rivière Saint-Maurice jusqu’à Trois-Rivières où il se déverse sur la rive Nord du fleuve Saint-Laurent.

## Toponymie
Le terme « Bourgeois » constitue un patronyme de famille d’origine française.
Le toponyme "Lac Bourgeois" a été officialisé le 18 décembre 1986 par la Commission de toponymie du Québec.